# Municipio Iturriza
Monseñor Iturriza o Municipio Monseñor Iturriza es uno de los 25 municipios que forman parte del Estado Falcón, Venezuela. Su capital es la población de Chichiriviche. Tiene una superficie de 907 km² con una población estimada al 2011 de 24 873 habitantes. Este municipio está conformado por 3 parroquias, Boca de Tocuyo, Chichiriviche y Tocuyo de la Costa.
Históricamente estuvo vinculado con el antiguo Distrito Silva (hoy Municipio José Laurencio Silva). El 8 de mayo de 1986 la asamblea legislativa del Estado Falcón crea el municipio Monseñor Iturriza, cuyo nombre se honra al Obispo Emérito de Coro Francisco José Iturriza, con más de cuatro décadas al servicio del Estado Falcón.
Está ubicado al sureste del Estado Falcón, en la zona costera del Mar Caribe se encuentra el Parque nacional Morrocoy, en la zona oeste se encuentra un paisaje predominantemente montañoso, entre ellos el cerro Misión. El principal curso de agua es el río Tocuyo que corre de suroeste a norte.

## Geografía

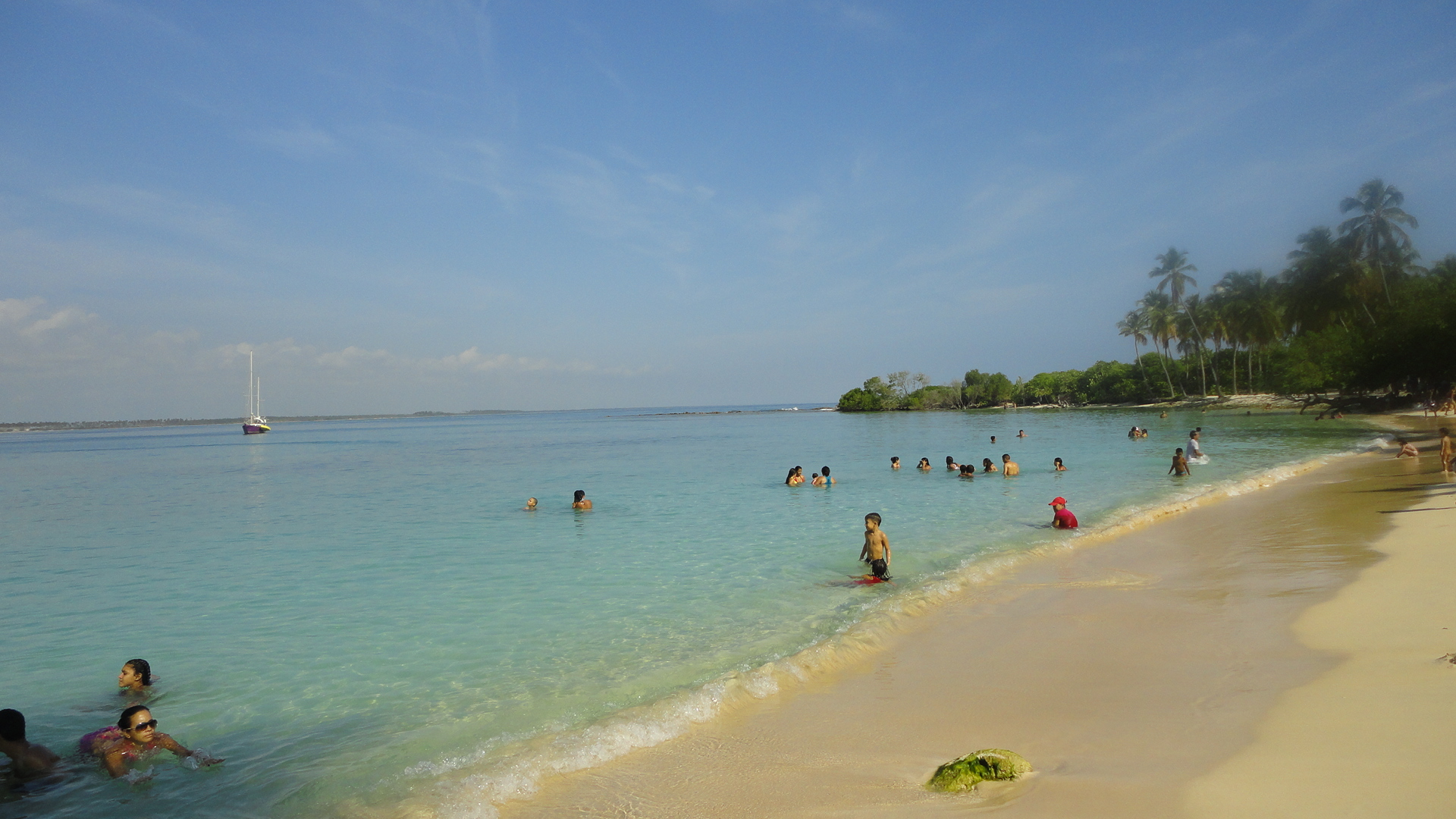
Cayo Sal

### Límites
Norte: Acosta, Cacique Manaure y Jacura
Sur: José Laurencio Silva y Palma Sola
Este: Mar Caribe
Oeste: Jacura

### Organización parroquial
El municipio está dividido en 3 parroquias, las cuales son:
| Parroquia          | Superficie | Población   | Densidad      |
| ------------------ | ---------- | ----------- | ------------- |
| Boca de Tocuyo     | km²        | hab.        | hab./km²      |
| Chichiriviche      | km²        | hab.        | hab./km²      |
| Tocuyo de la Costa | km²        | hab.        | hab./km²      |
| Municipio Iturriza | 907 km²    | 23.563 hab. | 25,9 hab./km² |

## Demografía

### Centros poblados
- Tocuyo de la Costa
- Chichiriviche
- Boca de Tocuyo
- Flamenco
- Blanquillo
- El Alto
- Sanare
- El Bagre
- Las Huertas
- Tibana
- Marite
- Ciudad Flamingo

## Símbolos municipales

### Bandera

Aprobado el 9 de febrero de 2004. Publicado en Gaceta Municipal el 11 de febrero de 2004.
Capítulo II: De la Bandera
Artículo 3: Se crea la bandera del Municipio Monseñor Iturriza, la cual fue diseñada por los docentes del Núcleo Escolar Rural 123 de ésta Jurisdicción: con una dimensión de dos metros con dos centímetros de largo y un metro con veinte centímetros de ancho y consta de tres franjas horizontales, de igual dimensión unidas entre sí, con los colores: azul, marfil y verde.
Significado:
La bandera consta de tres franjas horizontales, de igual dimensión, unidas entre sí, con los colores: azul, marfil y verde.
La franja superior, de color azul simboliza las aguas de los mares y ríos de la jurisdicción; A la izquierda se ubica una Mitra que representa la dignidad del obispado que desempeñó nuestro epónimo Monseñor Francisco José Iturriza Guillen en la Diócesis de Coro durante medio siglo, más tres estrellas que representan a las Parroquias del Municipio.
La franja central, es de color Marfil, que figura las arenas y salinas que abarcan las playas continentales e insulares, en el medio de esta banda se avista un Sol resplandeciente con un flamenco rosado en su interior, que identifican la luz que ilumina hacia un mejor futuro y las aves que habitan en este territorio.
La franja inferior es de color verde y representa la riqueza de nuestra flora.

### Escudo
Aprobado el 9 de febrero de 2004. Publicado en Gaceta Municipal el 11 de febrero de 2004.
Capítulo III: Del Escudo de Armas
Artículo 9: Se instituye el Escudo de Armas del Municipio Monseñor Iturriza para enaltecer e identificar hechos trascendentales sociales, políticos, históricos y culturales propios del Municipio.
Artículo 10: El escudo de Armas del Municipio Monseñor Iturriza contiene los hitos más importantes que han determinado la vida de esta comunidad; siendo concebido por el artista plástico Pedro Rafael Ortega Montañez. 
Significado del Escudo de Armas
En el Escudo de Armas se presenta un paisaje marino, con una playa en primer término, cayos y una montaña al frente, formado en conjunto una escena propia de nuestro ambiente. La Vista está orientada desde la playa del puerto hacia la salida (o entrada) de la rada.
Bajo cielo azul notaremos al lado diestro del escudo, en el horizonte, unos cayos que van en línea horizontal hasta nivelarse a su izquierda con la montaña que representa el Cerro de Chichiriviche.
En la playa vemos plantadas hacia su izquierda un par de cocoteros (coco nucífera) que representan nuestra riqueza agrícola y un ave típica de nuestra marisma conocida en el medio como Corocora (SeudosimusRuber). Aparece una línea de agua cayendo al mar que representa el Río Tocuyo.
Colgada desde el ángulo derecho superior al izquierdo inferior del Escudo, una banda color blanca con la inscripción: “Municipio Monseñor Iturriza” y cubriendo el centro del conjunto la figura prominente de una Mitra color blanco con adornos dorados, significando la dignidad de nuestro epónimo Monseñor Francisco José Iturriza Guillen, Obispo Emérito de la ciudad de Coro.
Todo el conjunto está flanqueado por las figuras de algas y corales cuyos extremos se juntan en la parte inferior del Escudo.

## Política y gobierno

### Alcaldes
| Período     | Alcalde            | Partido político / Alianza | % de votos | Notas |
| ----------- | ------------------ | -------------------------- | ---------- | --- |
| 1989 - 1992 | Francisco Chirinos | Copei                      | 50,78      | Primer alcalde bajo elecciones directas.                                                                                |
| 1992 - 1995 | Stalin Riera Tuluy | Copei                      | 37,50      | Segundo alcalde bajo elecciones directas.                                                                               |
| 1995 - 2000 | Stalin Riera Tuluy | Copei                      | -          | Reelecto. (se realizaron elecciones generales adelantadas en el 2000 debido a la aprobación de la Constitución de 1999) |
| 2000 - 2004 | Jesús Yánez        | Proyecto Venezuela         | 29,40      | Tercer alcalde bajo elecciones directas.                                                                                |
| 2004 - 2008 | Nawal El Bacha     | MVR                        | 34,02      | Cuarto alcalde bajo elecciones directas.                                                                                |
| 2008 - 2013 | Nawal El Bacha     | PSUV                       | 40,65      | Reelecto. |
| 2013 - 2017 | Miguel Yánez       | Primero JusticiaMUD        | 52,87      | Quinto alcalde bajo elecciones directas.                                                                                |
| 2017 - 2021 | Efren Borges       | PSUV                       | 66,08      | Sexto alcalde bajo elecciones directas.                                                                                 |
| 2021 - 2025 | Argenis Cumare     | PSUV                       | 49,44      | Séptimo alcalde bajo elecciones directas.                                                                               |

### Concejo municipal
Periodo 2021 - 2025
| Concejales:     | Partido político / Alianza |
| --------------- | -------------------------- |
| Dennys Chirínos | PSUV                       |
| Maria Cohen     | PSUV                       |
| Evila Cedeño    | PSUV                       |
| Pedro Ortiz     | PSUV                       |
| Keillee Valle   | PSUV                       |
| Raimier Arias   | PSUV                       |
| Hugo Conttin    | MUD                        |